# Hypena varia
Hypena varia är en fjärilsart som beskrevs av Barend J. Lempke 1949. Hypena varia ingår i släktet Hypena och familjen nattflyn. Inga underarter finns listade i Catalogue of Life.